# Poix-Terron
Poix-Terron [pwa tɛʁɔ̃] ist eine französische Gemeinde mit 892 Einwohnern (Stand 1. Januar 2022) im Département Ardennes in der Region Grand Est im Kanton Nouvion-sur-Meuse.

## Lage
Die Gemeinde wird vom Fluss Vence durchquert. Sie besteht aus den etwa einen Kilometer voneinander entfernt liegenden Orten Poix und Terron-lès-Poix, die seit 1897 eine gemeinsame Gemeinde bilden. Deren Gemarkung umfasst eine Fläche von 14,26 km². Die beiden Orte verbindet die Départementsstraße D 27.

## Geschichte
Während des Zweiten Weltkriegs fand im Umfeld des Orts am 14. und 15. Mai 1940 die Schlacht von La Horgne zwischen deutschen und französischen Truppen statt.

## Bevölkerungsentwicklung
| Jahr                      | 1962 | 1968 | 1975 | 1982 | 1990 | 1999 | 2004 | 2009 | 2014 |
| ------------------------- | ---- | ---- | ---- | ---- | ---- | ---- | ---- | ---- | ---- |
| Einwohner                 | 721  | 693  | 648  | 679  | 736  | 804  | 829  | 834  | 802  |
| Quelle: Cassini und INSEE |      |      |      |      |      |      |      |      |      |

## Sehenswürdigkeiten

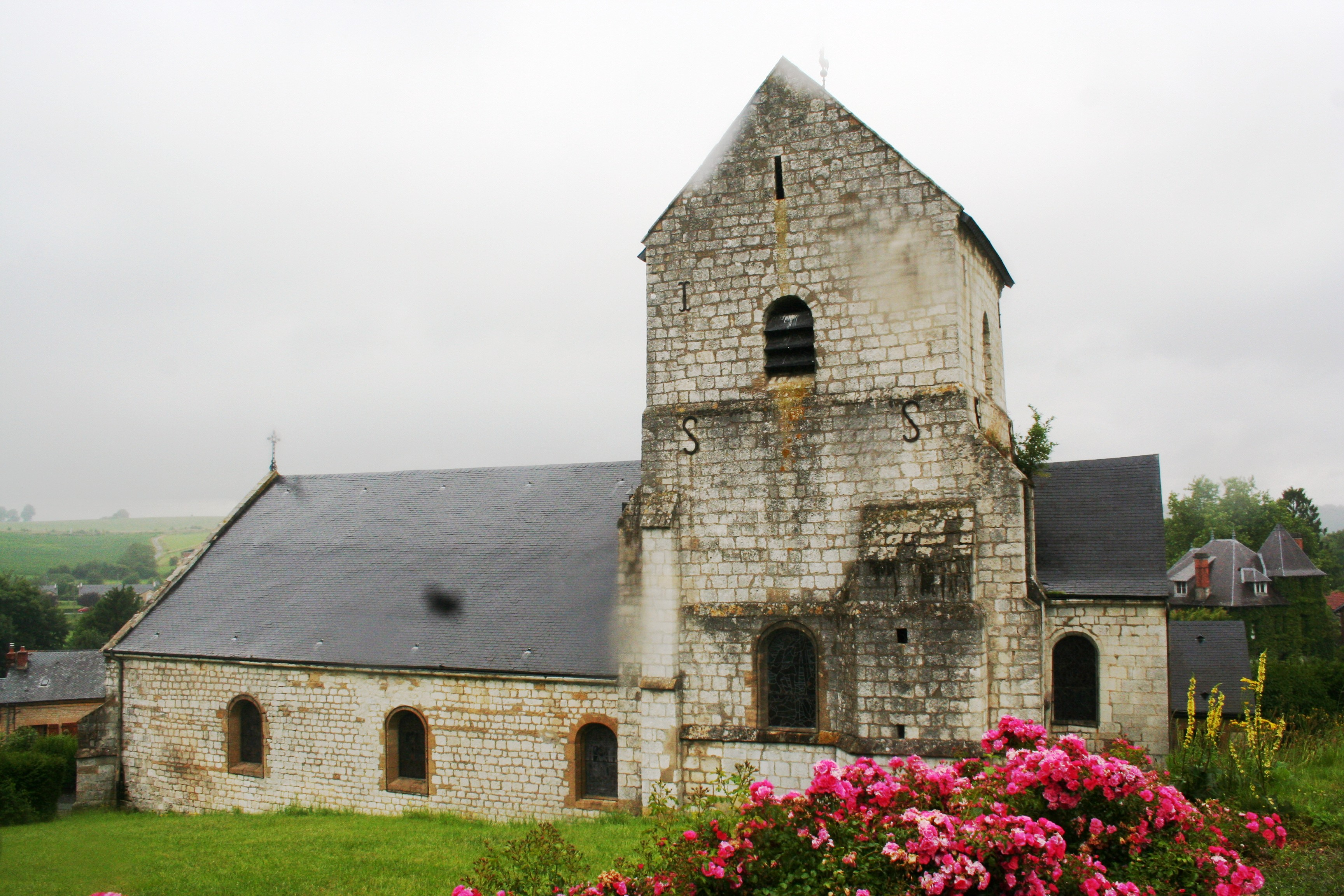
Kirche Saint-Martin

Im Ort Poix befindet sich die 1926 unter Denkmalschutz (Monument historique) gestellte romanische Kirche Saint-Martin.

## Verkehr

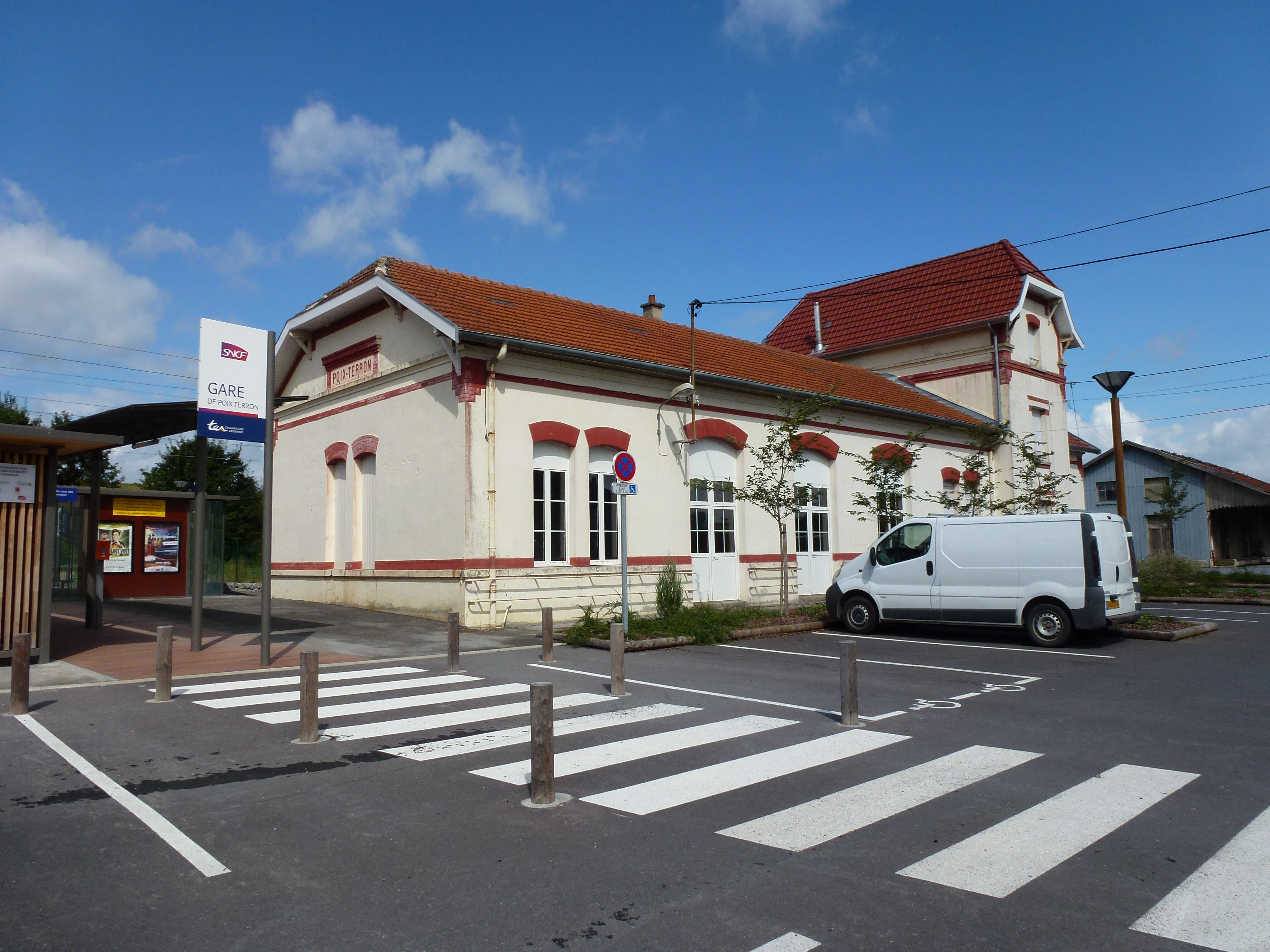
Bahnhof

Durch die Gemeinde führt die ehemalige Nationalstraße N 51, die zur Departementsstraße D 951 abgestuft wurde. An der den Ort Poix westlich tangierenden Autobahn A 34 befindet sich die Anschlussstelle 13 / Poix-Terron.
Poix-Terron hat in Poix einen Bahnhof an der Bahnstrecke Soissons–Givet, der 1858 von der Compagnie des chemins de fer des Ardennes eröffnet wurde. Aktuell wird er von Regionalzügen des TER Grand Est bedient.